# 大相撲棒球賭博問題
大相撲棒球賭博問題（日语：大相撲野球賭博問題）是在2010年所發覺的棒球賭博案件，為日本相撲協會在職的大相撲力士涉嫌參與日本職棒的非法賭博與投注。日本警方在搜查本案時，還意外發現有一些相撲力士透過短信事先講好勝敗，並進行買賣比賽結果的證據。
日本相撲協會調查後，作成下列處分：涉案力士琴光喜啓司被解雇，其他涉案力士被申誡處分、在2010年名古屋場所休場；涉案親方大嶽（前關脇貴鬥力忠茂）被解雇，時津風（前幕內時津海正博）被降格以上處分，其他涉案親方被申誡處分。

## 外部連結
- 特集・揺れる角界（页面存档备份，存于）（朝日新聞）
- 特集・角界汚染（讀賣新聞）